# 민유린
민유린(1990년 9월 26일 ~ )은 대한민국의 레이싱 모델이다.

## 학력
- 동덕여자대학교 방송연예학 학사

## 경력

### 에이빙모델 경력
- 2015년 - 서울국제사진영상기자재전 탐론 모델
- 2015년 - 서울모터쇼 인피니티 모델
- 2014년 - 지스타 플레이스테이션 모델
- 2014년 - 서울오토살롱 SPI 포즈모델
- 2014년 - 서울국제사진영상기자재전 탐론 모델
- 2013년 - 미스디카 아웃도어 모터쇼 포즈모델

### 레이싱모델 경력
- 2014년 - 아시안르망시리즈 레이싱모델
- 2013년 - 코리아스피드페스티벌 포즈모델

## 수상
- 2015년 -제4회 한국레이싱모델 어워즈 베스트 탤런트상